# جاك داراغ
جاك داراغ (بالإنجليزية: Jack Darragh)‏ هو لاعب كرة قاعدة أمريكي، ولد في 17 يوليو 1866 في إبنسبورغ في الولايات المتحدة، وتوفي في 12 أغسطس 1939 في روتشستر في الولايات المتحدة.

## وصلات خارجية
- جاك داراغ على موقعبيزبول رفرنس.كوم (الدوري الرئيسي) (الإنجليزية)
- جاك داراغ على موقعبيزبول رفرنس.كوم (الدوري الثانوي) (الإنجليزية)